# Егукга
„Егукга“ (애국가 / 愛國歌) е националният химн на Южна Корея. Превода на заглавието е „Песен за любов към страната“ или „Патриотична песен“.
Предполага се, че текстът е написан около 1900 г. от политика Юн Чихо или бореца за свобода Ан Чан-хо. Първоначално песента се е пеела върху мелодията на шотландската песен „Auld Lang Syne“. През японската окупация (1910 – 1945) песента е забранена.
През 1937 г. живеещият в Испания корейски музикант Ан Еак-те композира музиката на „Егукга“. Песента е изпълнена с новата мелодия на церемонията по основаване на Република Корея на 15 август 1948 г. и същата година е приета като национален химн.

## На корейски
1절
동해물과 백두산이 마르고 닳도록
하느님이 보우하사 우리나라 만세.
2절
무궁화 삼천리 화려강산
대한 사람, 대한으로 길이 보전하세
남산 위에 저 소나무 철갑을 두른 듯
바람서리 불변함은 우리 기상일세.
3절
가을 하늘 공활한데 높고 구름 없이
밝은 달은 우리 가슴 일편단심일세.
4절
이 기상과 이 맘으로 충성을 다하여
괴로우나 즐거우나 나라 사랑하세

## На български
1
Докато настъпи денят, когато Пектусан се изтрие и водите на Японско море пресъхнат,
нека Бог ни защити и предпази страната ниǃ
Хибискус и три хиляди ли пълни с прекрасни планини и реки.
Корейците, по корейския начин винаги остават верниǃ
2
Докато върхът на планината Намсон устоява, непроменен от вятъра и студ,
сякаш обвит в битка, ще окуражи жилавия ни дух.
3
Есенното небе е огромно и празно, високо и облачно,
ярката луна е като сърцата ни – единна и вярна.
4
С този дух и този ум
в страдание или радост нека обичаме страната сиǃ